# Zapovednik Bolsjoj Arktitsjeski
De Zapovednik Bolsjoj Arktitsjeski (Russisch: Большой Арктический (государственный природный) заповедник; Bolsjoj Arktitsjeski (gosoedarstvenny prirodny) zapovednik; "Groot (Staats-)Arctisch (Natuur)reservaat") is een zapovednik (natuurreservaat IUCN-type 1A) in het noorden van de Russische Midden-Siberische Kraj Krasnojarsk. Met een oppervlakte van bijna 42.000 km² (ongeveer even groot als Nederland) is het het grootste natuurreservaat van Rusland en Eurazië en een van de grootste ter wereld. Het werd op 11 mei 1993 ingesteld als zapovednik per decreet (№ 431/1993) van de regering van de Russische Federatie.

## Geografie
Het reservaat ligt in de gorodskoje poselenieje van Dikson binnen het gemeentelijk district Tajmyrski (de voormalige autonome okroeg Tajmyr) in het noorden van kraj Krasnojarsk en omvat een deel van het schiereiland Tajmyr en de Karazeeeilanden eromheen. Van de 41.692,22 km² bestaat 9.809,34 km² uit zeereservaat. De lengte van oost naar west bedraagt ongeveer 1000 kilometer en van noord naar zuid ongeveer 500 kilometer. Hierbinnen worden zeven onderdelen onderscheiden:
- Dikson en Sibirjakov
- "Eilanden van de Karazee" (Sergej Kirov-eilanden, Voronina, Izvesti TSIK-eilanden, Arctisch Instituuteilanden, Sverdroep, Oejedinenia en een aantal kleinere eilanden)
- Pjasina
- Middendorffbaai
- Nordenskiöldarchipel
- Beneden-Tajmyra
- Tsjeljoeskin

Tot de zapovednik behoren ook twee zakazniks; de federale Zakaznik Severozemelski (4.217,01 km²) en de regionale Zakaznik Brechovskië-Ostrova (2.884,87 km²), dat de Brechovski-eilanden in het zuiden van de Golf van Jenisej omvat. Permafrost komt voor in het hele gebied en is 500 tot 700 meter dik in de valleien, 200 tot 300 meter in de interfluvia; in de West-Tajmyrse Heuvelruggen varieert het tussen 700 tot 900 meter in de valleien en 300 tot 500 meter in de interfluvia. De temperatuur van de bevroren delen varieert tussen de -7 en -9 °C, wat in de bergen op kan lopen tot −11 tot −13 °C.

## Klimaat
De sneeuwval begint meestal eind augustus, begin september op de toendra en bedekt het volledig tegen midden tot eind september. Het eiland Dikson kent met 103 tot 110 de meeste sneeuwvrije dagen en op Kaap Tsjeljoeskin duurt de sneeuwbedekking met ongeveer 300 dagen het langst. Tegen eind juni, begin juli is het gebied meestal weer vrij van sneeuw. In de lange winters overheersen de winden uit de zuidelijke windstreken (zuid, zuidwest en zuidoost), terwijl in de zomer de wind juist uit het noordwesten, noorden en noordoosten komt. Het grootste deel van het reservaat vormt onderdeel van de arctische toendra en de noordelijke delen behoren tot de poolwoestijnzone.

## Flora en fauna
Vele plant- en diersoorten dienen ongestoord te kunnen leven in het reservaat zonder menselijke invloeden. Het gebied in de Karazee omvat grotendeels alle natuurlijke en biologische diversiteit van de eilanden in de oostelijke Karazee.
Er komen 162 soorten 'hogere planten' (vaatplanten en mossen) voor uit 28 families, waaronder 28 soorten grassen, 19 soorten kruisbloemigen, 16 soorten anjers, 15 soorten steenbreek en 13 soorten cypergrassen. Van de bedektzadigen valt met name de Papaver pulvinatum in het oog. Onder de 89 mossoorten vallen 15 soorten levermossen en 74 soorten bladmossen. Een speciale plaats wordt ingenomen door de 18 soorten van de bladmossenfamilie Amblystegiaceae, puntmossen en soortgelijke soorten. Er zijn 15 soorten schimmels waargenomen, waarvan de meeste uit de orde Agaricales. Ook komt er een zeldzame Inocybesoort voor (белокожая). Ook komen er 70 korstmossoorten voor.
Tussen het eiland Sibirjakov (Golf van Jenisej) en de Medusabocht loopt de biologisch-geografische grens tussen de West- en Oost-Siberische flora, een van de manifestaties van de biogeografische grens van de Jenisej, de grootste meridionale (noord-zuid) grens van dit type in het Palearctisch gebied.
Er komen 124 vogelsoorten voor, waarvan 55 soorten er nestelen. Ook leven er 18 zoogdiersoorten (waaronder 4 zeediersoorten) en 29 vissoorten. tot de belangrijkste beschermde diersoorten behoren ijsbeer (Ursus maritimus), poolvos (Vulpes lagopus), sneeuwuil (Bubo scandiacus), rendier (Rangifer tarandus) (elke zomer 50.000 tot 150.000 exemplaren), veelvraat (Gulo gulo), wolf (Canis lupus), halsbandlemming (Dicrostonyx torquatus), Siberische lemming (Lemmus sibiricus) en beloega (Delphinapterus leucas). De muskusos (Ovibos moschatus), die in 1974 werd geherintroduceerd in Noord-Siberië, komt soms voor langs de benedenloop van de Tajmyra.

## Activiteiten
In de zapovednik zijn alleen kleinschalig toerisme en wetenschappelijke activiteiten toegestaan. De lokale volken mogen er echter wel rondtrekken met hun rendierhouderijen.